# On My Shield
On My Shield è un singolo album in studio del gruppo musicale metalcore statunitense Converge,  pubblicato autonomamente dalla band nel luglio 2010, sebbene sia poi stato distribuito dalla Epitaph Records e dalla Deathwish Inc., le due etichette della band.

## Il disco
È stato registrato e prodotto dal chitarrista della band, Kurt Ballou, nel suo studio di registrazione a Salem, il GodCity Studios, nell'estate del 2010 in una breve pausa tra il tour americano e quello europeo per l'album Axe to Fall. Il singolo, che presenta la sola omonima traccia, è stato pubblicato solo su vinile in appena 1000 copie, disponibili in tre diverse colorazioni (il disegno in copertina, intitolato appunto "On My Shield", è realizzato dal cantante Jacob Bannon). Successivamente, è stato reso disponibile anche come download digitale.
On My Shield è un singolo nato quasi per puro divertimento della band, che sentiva di non pubblicare un singolo o EP su vinile da ormai tantissimo tempo. Per di più, proprio per il gusto di un prodotto in "vecchio stile", anziché pubblicarlo attraverso la Epitaph o la Deathwish, il quartetto ha preferito rilasciarlo come una pubblicazione indipendente, esattamente come avveniva ai tempi dei loro primi EP negli anni '90. "On My Shield" è l'unica traccia sul vinile, il cui lato B è quindi vuoto e presenta il logo della band disegnato al laser.

## Tracce
1. On My Shield – 4:15

Musica dei Converge, testo di Jacob Bannon.

## Formazione
- Jacob Bannon - voce, artwork
- Kurt Ballou - chitarra, cori
- Nate Newton - basso
- Ben Koller - batteria